# Armando Barrientos
Armando Barrientos Schweyer (L'Avana, 24 marzo 1906 – Miami, 2 ottobre 1998) è stato uno schermidore cubano.

## Biografia
Ha partecipato ai Giochi della XIV Olimpiade di Londra nel 1948.
È il fratello dell'olimpionico José Barrientos.

## Palmarès
In carriera ha conseguito i seguenti risultati:
- Giochi Panamericani:

Buenos Aires 1951: bronzo nel fioretto a squadre.